# ナガバマムシグサ
ナガバマムシグサ（長葉蝮草、学名:Arisaema undulatifolium）は、サトイモ科テンナンショウ属の多年草。別名、ナミウチマムシグサ。
小葉が細長く、多数つき、小葉間の葉軸がほとんど発達しない。小型の株は雄花序をつけ、同一のものが大型になると雌花序または両性花序をつける雌雄偽異株で、雄株から雌株に完全に性転換する。

## 特徴
地下に球茎があり、腋芽があってほぼ2列に並ぶ。植物体の高さは10-35cmになる。葉はふつう2個で、まれに1個、偽茎部は長く、葉柄は花序柄より短いか同長、花時の花序柄は葉柄より長い。葉身は鳥足状に9-21個に分裂し、小葉間の葉軸はほとんど発達しない。小葉は線形から広楕円形、ときにやや幅の狭い倒卵形で、縁は全縁か、不整な鋸歯があり、しばしば中脈に沿って白斑が生じることがある。側小葉の基部は葉軸に沿って狭い翼をつくる。
花期は3-5月、葉と花序が伸び、花序は葉の展開より早く開き、葉より高い位置につく。 仏炎苞は紫褐色から黄褐色で、ごくまれに緑色。筒部は長さ3-6.5cm、筒部口辺部がやや狭く開出するが、ときにほとんど開出しないものもある。舷部は狭卵形から卵形で、先は鋭頭または鋭突頭でやや伸びて、前に曲がり、多くは筒部より長い。花序付属体は基部に柄があり、棒状になって先端はややふくらみ径2-5mmになる。1つの子房に8-13個の胚珠がある。果実は秋遅くに赤く熟す。染色体数は2n=26。

## 分布と生育環境
日本固有種。静岡県伊豆半島に分布し、山地の林下に生育する。

## 名前の由来
和名ナガバマムシグサは、「長葉蝮草」の意で、「マムシグサ」の仲間で特に小葉が細長いことによる。
種小名（種形容語）undulatifolium は、「波状の緑の葉の」の意味

## ギャラリー

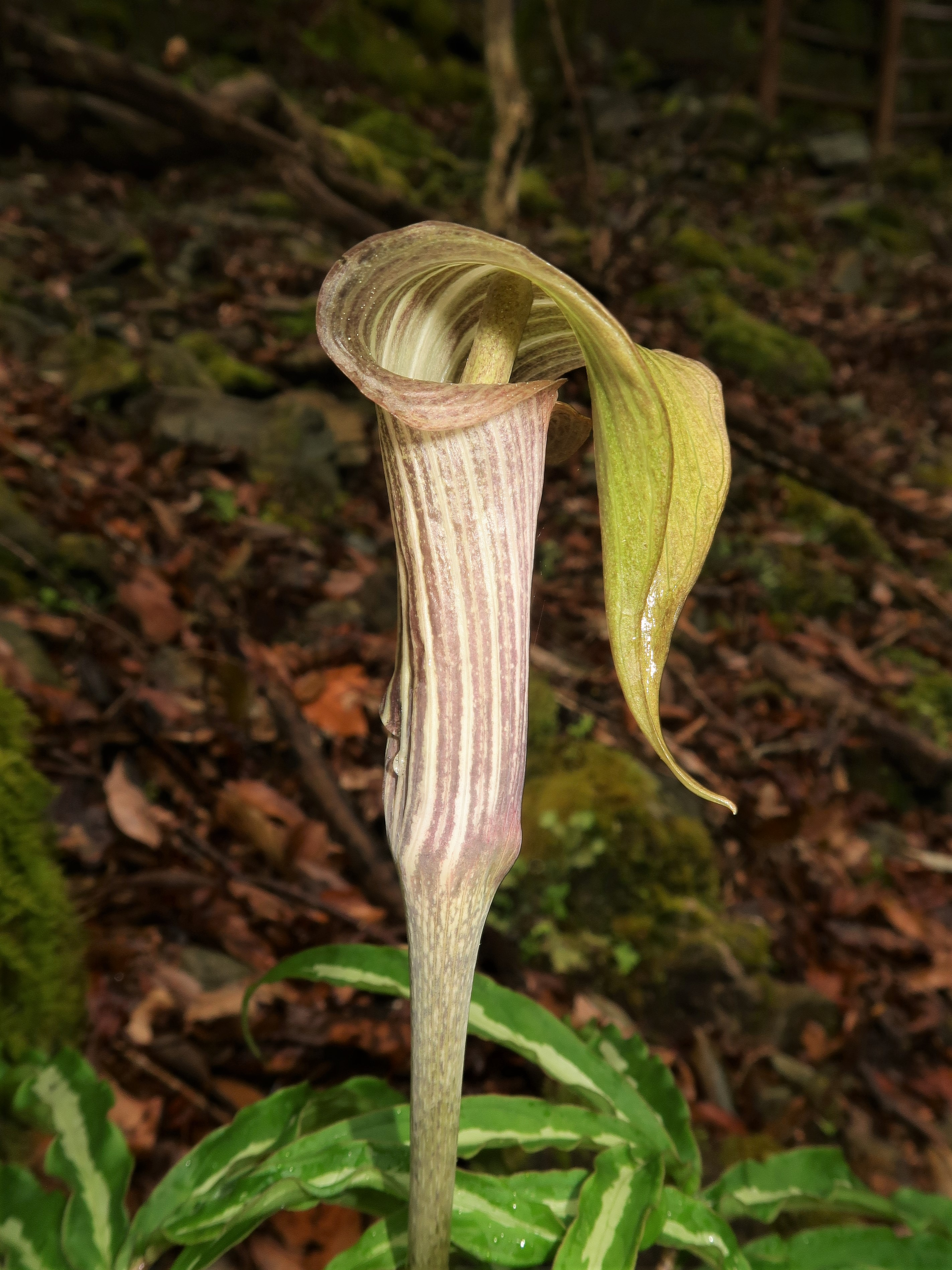
仏炎苞は紫褐色から黄褐色で、筒部は長さ3-6.5cm、筒部口辺部がやや狭く開出する。開出幅は3mm以下。
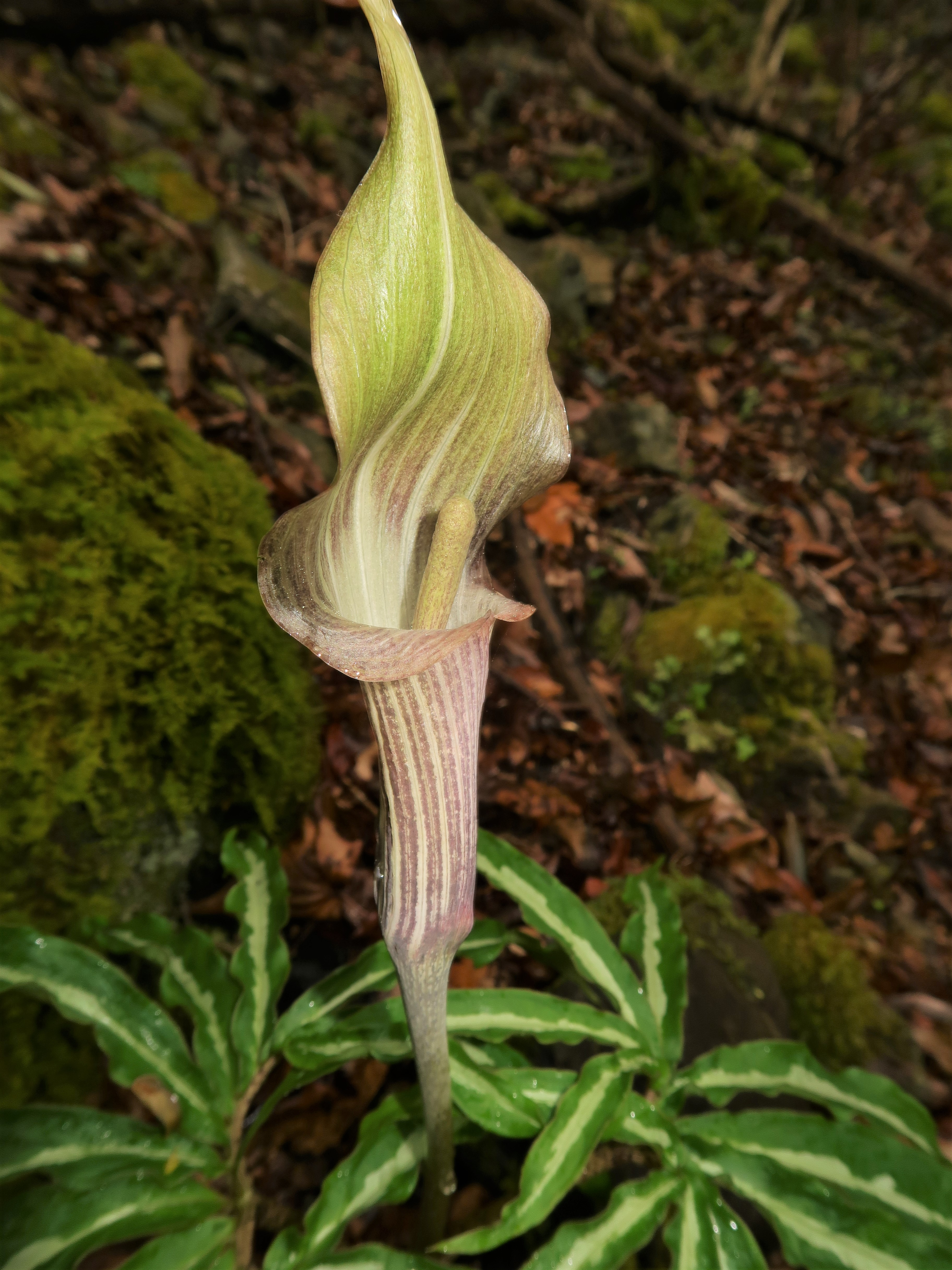
仏炎苞舷部は狭卵形から卵形で、先はやや伸びて、前に曲がり、多くは筒部より長い。花序付属体の先端はややふくらむ。
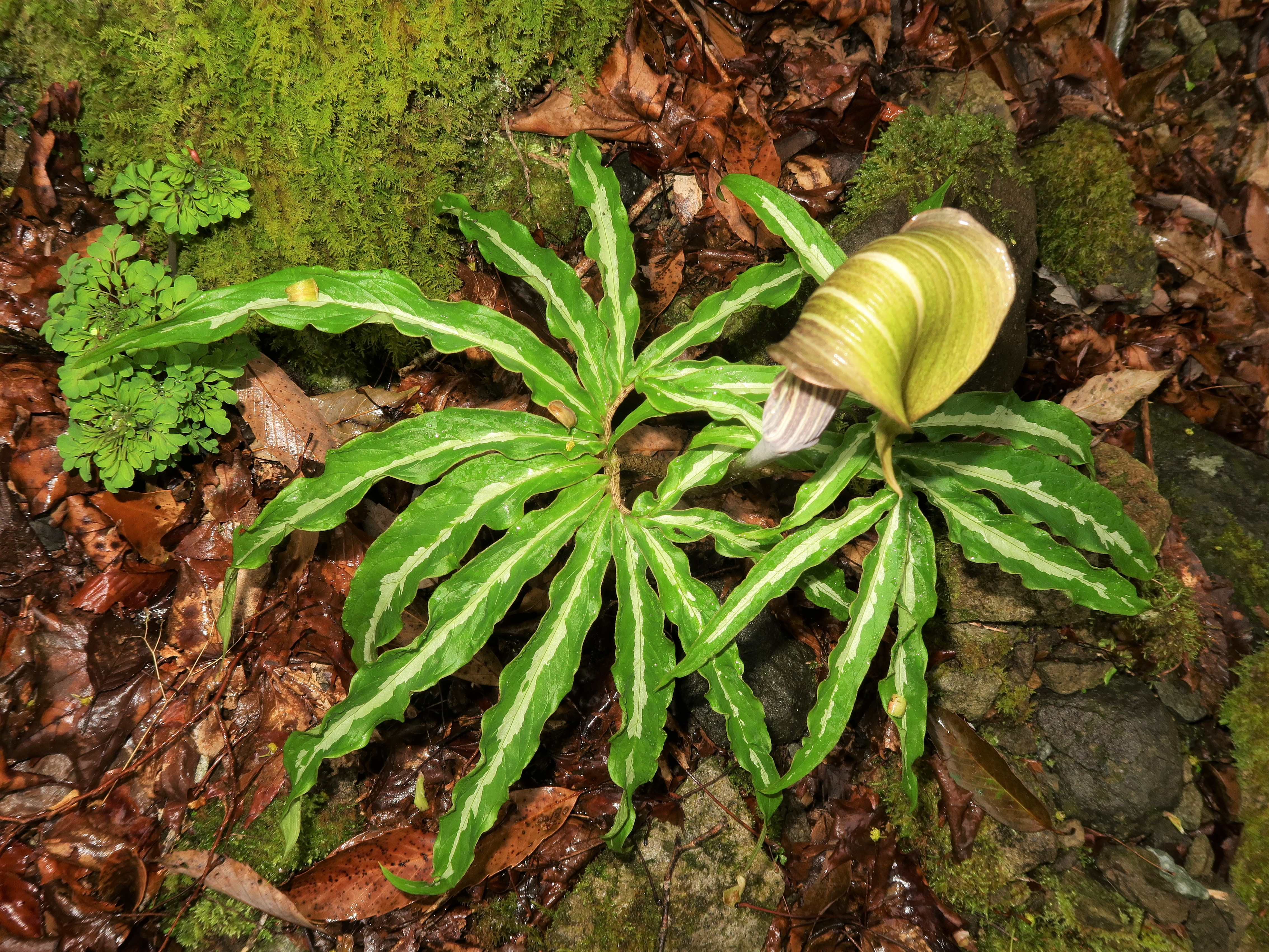
葉はふつう2個で、葉身は鳥足状に9-21個に分裂し、小葉間の葉軸はほとんど発達しない。
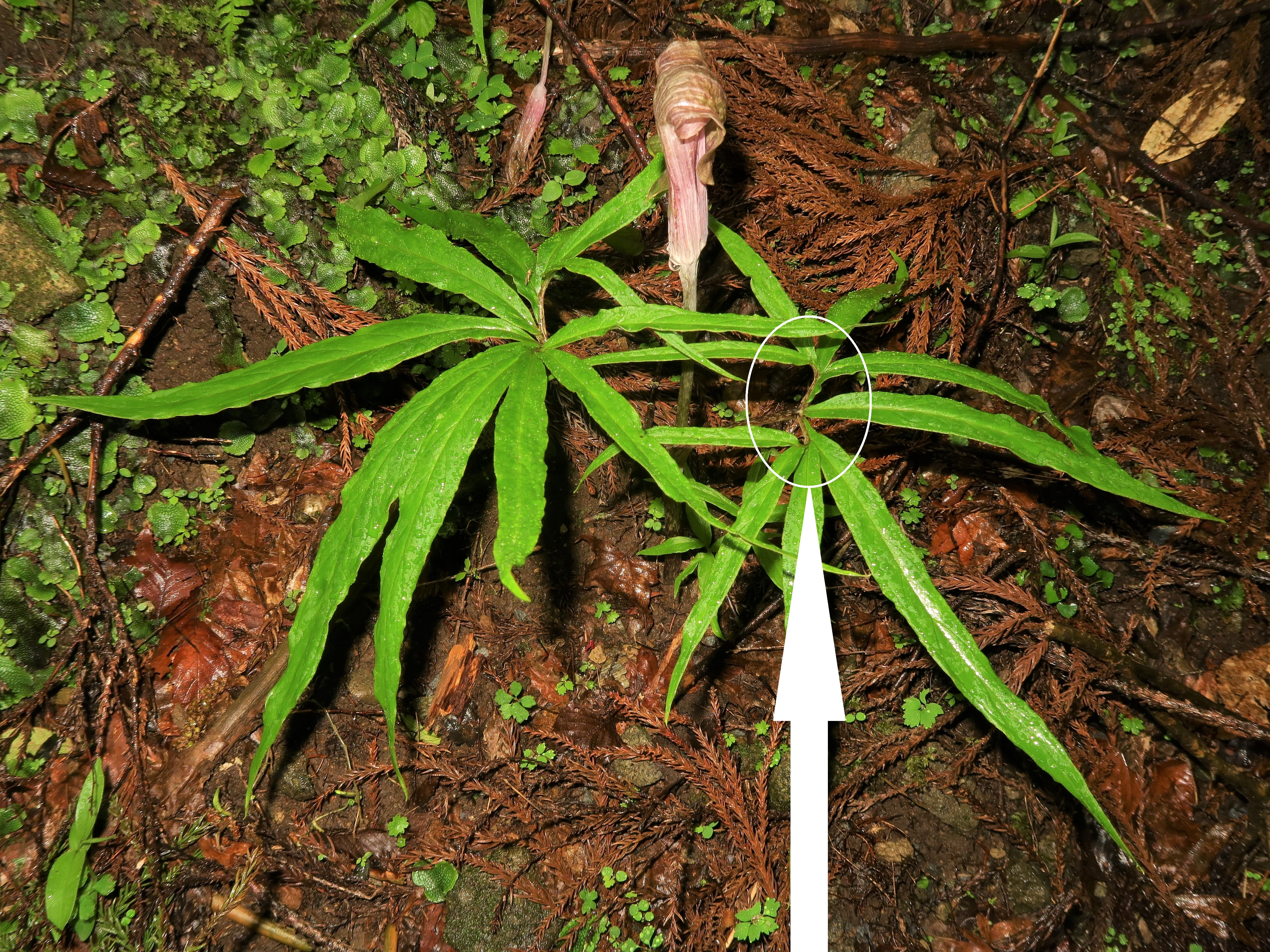
中脈に沿って白斑がない個体。側小葉の基部は葉軸に沿って狭い翼をつくる（楕円内）。

## ウワジマテンナンショウ
種内亜種に、ウワジマテンナンショウ Arisaema undulatifolium Nakai subsp. uwajimense T.Kobay. et J.Murata (2003)がある。高さ15-45cmになり、葉はふつう2個で、偽茎部は長さ6-30cm、葉柄は短く、花序柄は葉柄の2倍程度の長さになる。葉身は鳥足状に9-21個に分裂し、小葉間の葉軸はやや発達する。小葉は線形で、縁は全縁でときに不整な鋸歯があり、しばしば中脈に沿って白斑が生じることがある。花期は3-4月。仏炎苞は紫褐色から黄褐色で、筒部口辺部が耳状に開出し、舷部は卵形から狭倒卵形で先は鋭突頭になり、前に曲がる。花序付属体は基部に柄があり、棒状になる。1つの子房に13-28個の胚珠がある。果実は夏に赤く熟す。染色体数は2n=26。四国の愛媛県、高知県に分布し、照葉樹林の林縁に生育する。
葉が多数の小葉に分裂する点で、基本種のナガバマムシグサに似るが、基本種と比べて小葉の幅が広いこと、小葉間の葉軸がやや発達すること、胚珠の数が特に多いことで区別される。
分布地では、アオテンナンショウ Arisaema tosaense Makino (1901) との間での交雑種が報告されている。